# Dino (automobile)

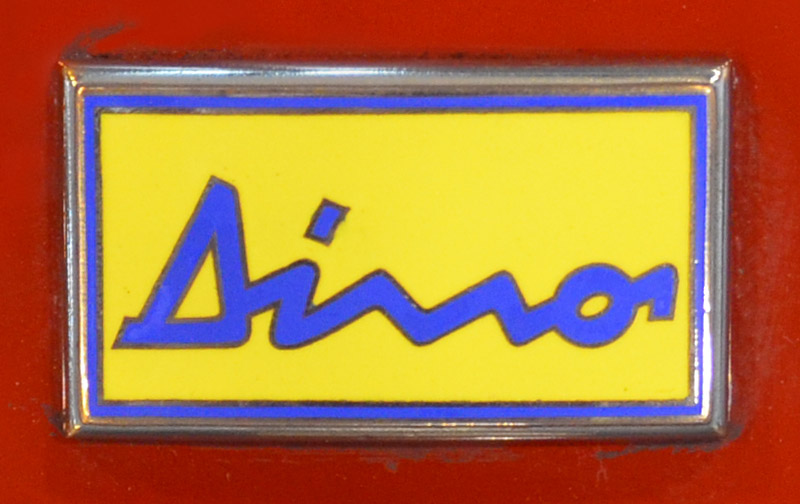
Il marchio "Dino" su auto Ferrari

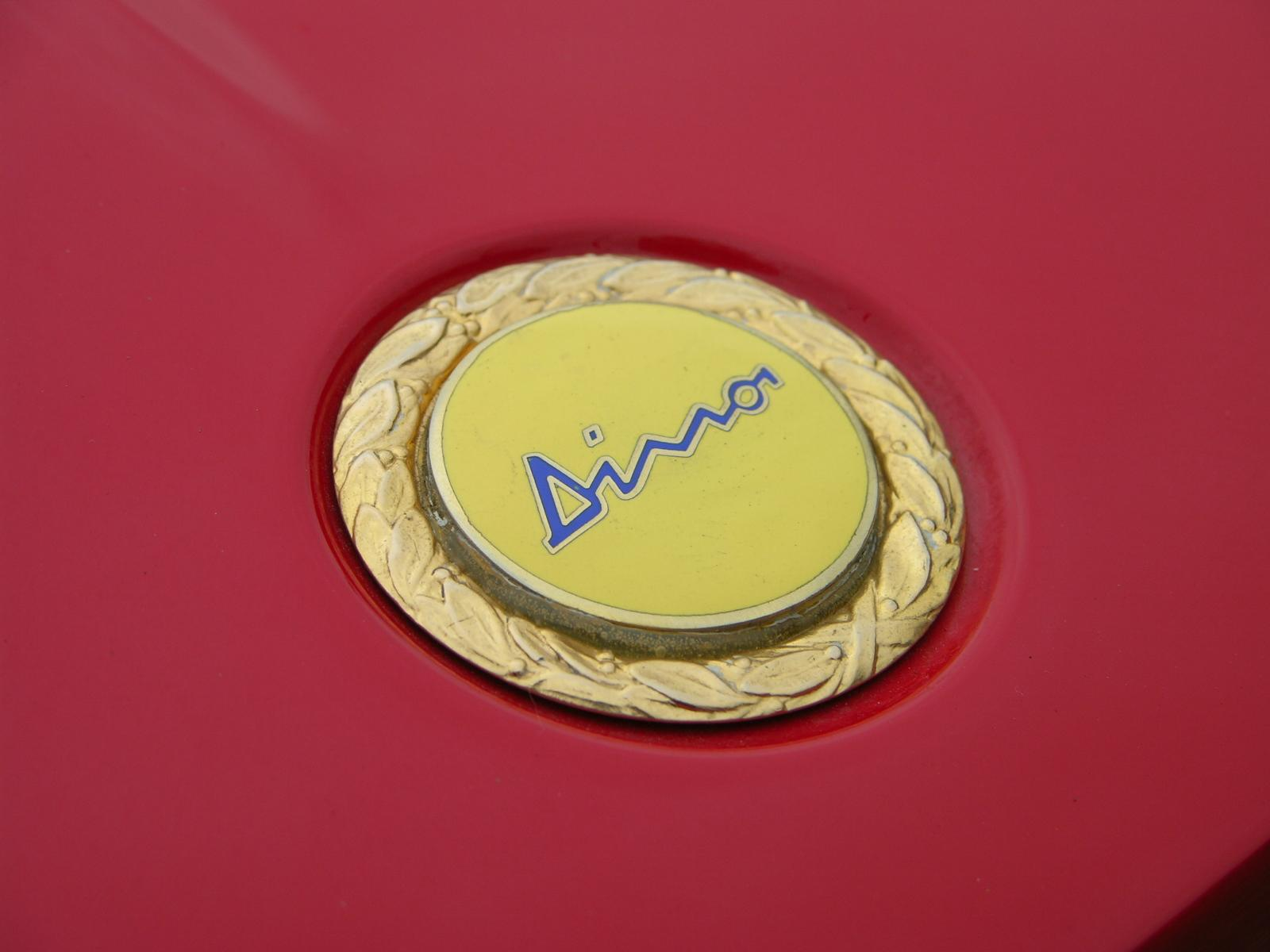
Il marchio "Dino" su auto FIAT

Dino è un marchio automobilistico nato nel 1965, da un accordo tra Ferrari e FIAT e attivo fino al 1980.

## Storia

### Il contesto
In seguito alla prematura morte del figlio Dino, nato nel 1932 e scomparso nel 1956, a soli 24 anni, a causa della distrofia di Duchenne, in sua memoria Enzo Ferrari volle aggiungere la denominazione "Dino" ad alcuni modelli da competizione, dotati del motore progettato dal figlio. Ben presto, però, Ferrari ebbe anche chiara l'impossibilità di una prosecuzione dinastica dell'azienda di Maranello e, data la non più giovane età, iniziò a prendere in considerazione alcune proposte di acquisto dell'azienda, vincolandole al mantenimento della sua totale potestà in campo sportivo.

Lunghe e laboriose trattative con la Ford, guidata da Lee Iacocca, ormai giunte alla firma di un contratto economicamente allettante, pare di dieci milioni di dollari (sei miliardi di lire dell'epoca), furono bruscamente interrotte da Ferrari che mise alla porta i dirigenti statunitensi, non vedendo completamente rispettata la sua condicio sine qua non sull'autonomia sportiva, con i negoziatori che gli confermavano che avrebbe dovuto sottoporre i suoi programmi all'approvazione della Ford.

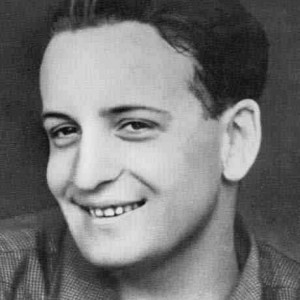
Dino Ferrari

Il diniego portò a una serie di ritorsioni del potente gruppo statunitense che usò tutta la sua influenza per mettere in difficoltà la Scuderia Ferrari nel campo delle competizioni, causando vari e importanti nocumenti al piccolo team italiano. Durante le stagioni sportive del 1964 e 1965 la Ferrari si trovò a fronteggiare un atteggiamento molto rigido della FIA che impose una rigorosa interpretazione del regolamento sul numero di esemplari da omologare per le vetture "Gran Turismo", basati su opinabili interpretazioni dei regolamenti tecnici. In aggiunta, il nuovo regolamento per le corse di Formula 2, prescriveva la cilindrata di 1.600 cm³ per il motore che doveva provenire da una vettura di cui fossero state costruite nel 1966 almeno 500 unità; una produzione impensabile da superare nei tempi richiesti per un'azienda poco più che artigianale come la Ferrari.
Dopo avere cercato inutilmente il sostegno delle autorità sportive italiane Enzo Ferrari decise di restituire la licenza sportiva italiana e di iscrivere le sue vetture con i colori statunitensi della NART, nelle ultime due gare del campionato di Formula 1 del 1964.

### L'intervento della FIAT
In quella situazione che si faceva sempre più difficoltosa fu provvidenziale l'intervento di Gianni Agnelli, estimatore e acquirente delle vetture Ferrari, che ravvisò l'opportunità e la convenienza di una mutua intesa tra le due aziende, anche in prospettiva di una futura fusione o acquisizione da parte del gruppo torinese.
Dopo vari contatti, favoriti dai buoni uffici di Battista Farina e del figlio Sergio, oltre che moderati dall'abilità diplomatica di Francesco Bellicardi, nel dicembre 1964 "il Drake", "l'Avvocato" e Vittorio Valletta giunsero a definire l'accordo.
Oltre all'occasione di una joint venture con la Ferrari, foriera di futuri sviluppi, probabilmente alla dirigenza FIAT non sfuggì la congiuntura di potersi accattivare la simpatia dei moltissimi tifosi che la minuscola e giovane scuderia di Maranello aveva in tutto il mondo, affascinati dalle vittorie nei campionati Formula 1 e Sport, ma ancora più dai ripetuti successi nelle gare di maggiore prestigio internazionale: dalla 24 Ore di Spa alla Targa Florio, dalla 24 Ore di Daytona alla 24 Ore di Le Mans, fino ad arrivare alla Carrera Panamericana e alla Mille Miglia.
Oggetto della convenzione fu un'alleanza industriale che prevedeva una sinergia per la costruzione di cinquecento motori esacilindrici, in dodici mesi, allo scopo di raggiungere la quota prevista dai nuovi regolamenti per la partecipazione al campionato di Formula 2, che sarebbero entrati in vigore nel 1967.
I contenuti dell'accordo FIAT-Ferrari vennero resi noti alla stampa il 1º marzo 1965, sollevando un grande clamore in tutto il mondo sportivo. Oltre al piccolo programma produttivo-sportivo sancivano infatti lo schierarsi della FIAT e di tutta la sua potenza industriale in appoggio all'ormai emarginata Scuderia Ferrari, peraltro interrompendo l'assenza ufficiale e ufficiosa della casa torinese dai Gran Premi, iniziata nel 1927, dopo la dimostrazione d'addio con la Fiat 806. Il 10 maggio 1965 il dirigente FIAT Pierugo Gobbato, grande esperto di industrializzazione, assumeva l'incarico di direttore generale della SEFAC-Ferrari.

### Le Dino da competizione
A parte i precedenti modelli "156 F2", "246S" e "196 S" che portavano la denominazione "Dino" la prima vettura direttamente correlata all'accordo Ferrari-FIAT fu il prototipo "Dino 166 P", fatta scendere in pista il 25 aprile 1965, sul circuito di Monza, allo scopo di mostrare l'immediata operatività del patto.
Durante lo stesso anno il prototipo si evolse nella "Dino 206 SP" e, l'anno successivo, nella "Dino 206 S".

### Le Dino di serie
L'annuncio della collaborazione Fiat-Ferrari nella costruzione del comune motore esacilindrico a V fu seguito da una pianificata presentazione di modelli stradali, in modo da essere al centro dell'attenzione nei più importanti saloni internazionali.

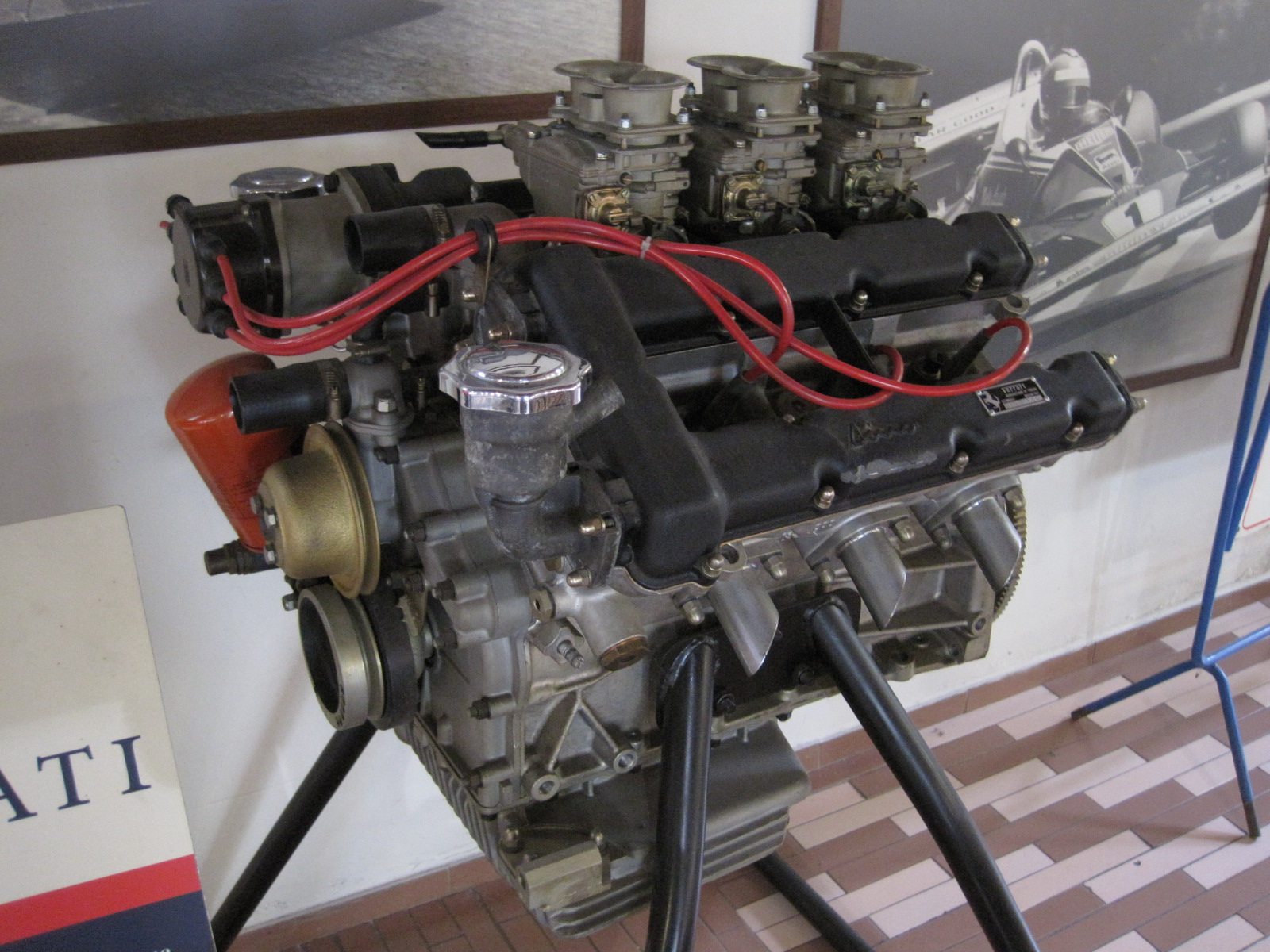
Il motore V6 "Dino"

Il primo modello fu il prototipo Dino Berlinetta Speciale che fece il suo debutto il 7 ottobre 1965 al salone dell'automobile di Parigi. Pur esposta nel "neutrale" stand della Pinifarina il prototipo mostrava chiaramente l'impostazione per una vettura stradale, facendo intuire che l'annunciato programma costruttivo in serie non era da considerarsi una boutade pubblicitaria.
A salone di Torino dell'anno successivo, il 3 novembre 1966, La Fiat presentò la sua prima "Dino", in versione spider. Pochi mesi più tardi, il 9 marzo 1967, al Salone di Ginevra fu presentata la versione coupé. La trilogia si concluse il 1º novembre 1967, in un crescendo di valutazioni positive della stampa specializzata, con la presentazione della berlinetta Ferrari al Salone di Torino.
Per la produzione in piccola serie delle vetture stradali con motore Dino le due case automobilistiche scelsero strade diverse. La Fiat decise di mettere in cantiere due diversi modelli; una spider commissionata alla Pininfarina e una coupé commissionata alla Bertone, ma strutturalmente progettate in Fiat, secondo il classico schema del motore anteriore con trazione posteriore. La Ferrari, invece, rimase fedele allo schema del prototipo e realizzò la sua prima vettura stradale con lo schema "tutto dietro".

### La derivata
Discende strettamente dalla "famiglia Dino" la Lancia Stratos del 1973, voluta dal Gruppo Fiat per l'impiego nelle competizioni da Rally, che si aggiudicò la vittoria nel campionato mondiale di questa specialità negli anni 1974, 1975 e 1976.

## Il marchio "Dino"
I primi modelli prodotti in serie, sia dalla FIAT sia dalla Ferrari, furono commercializzati senza gli stemmi delle rispettive case costruttrici, sostituiti dal comune stemma "Dino", tondo per la FIAT e rettangolare per la Ferrari.
La FIAT comprendeva i suoi modelli "Dino" nel listino ufficiale, mentre la Ferrari creò un listino a parte, concedendo ai suoi concessionari la sola apposizione "ufficiosa" dello scudetto adesivo con il cavallino rampante sulle fiancate.
Probabilmente l'intendimento iniziale era quella di creare, in futuro, una nuova casa automobilistica in compartecipazione.
Dopo che la maggioranza del pacchetto azionario Ferrari venne acquisito dalla casa torinese, nel 1969, quest'ultima conservò la scritta "Dino" come denominazione del modello, ma inserendo il marchio FIAT. La Ferrari, invece, lo mantenne attivo fino al 1980.

## Produzione
Ferrari

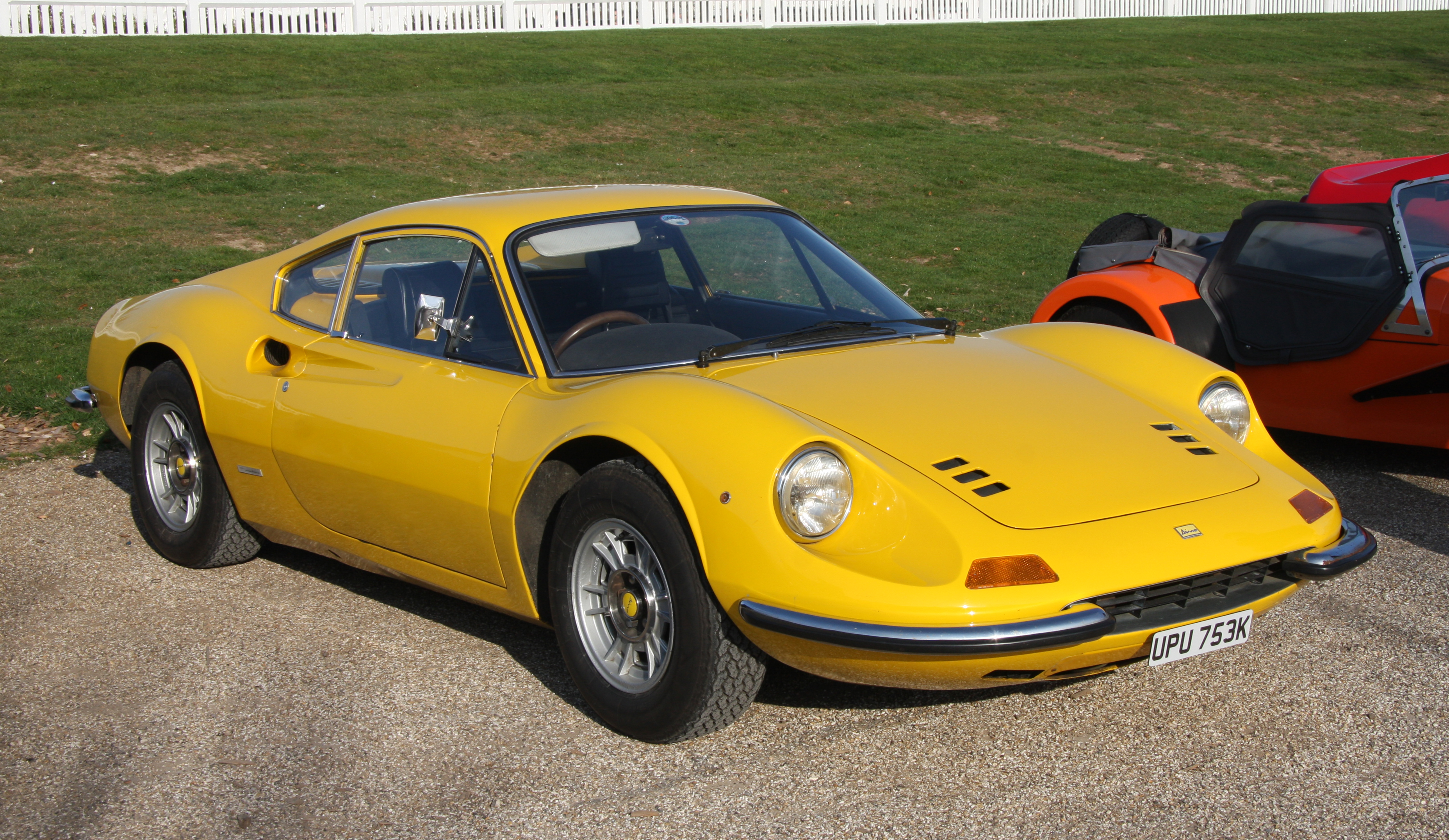
Dino 206 GT
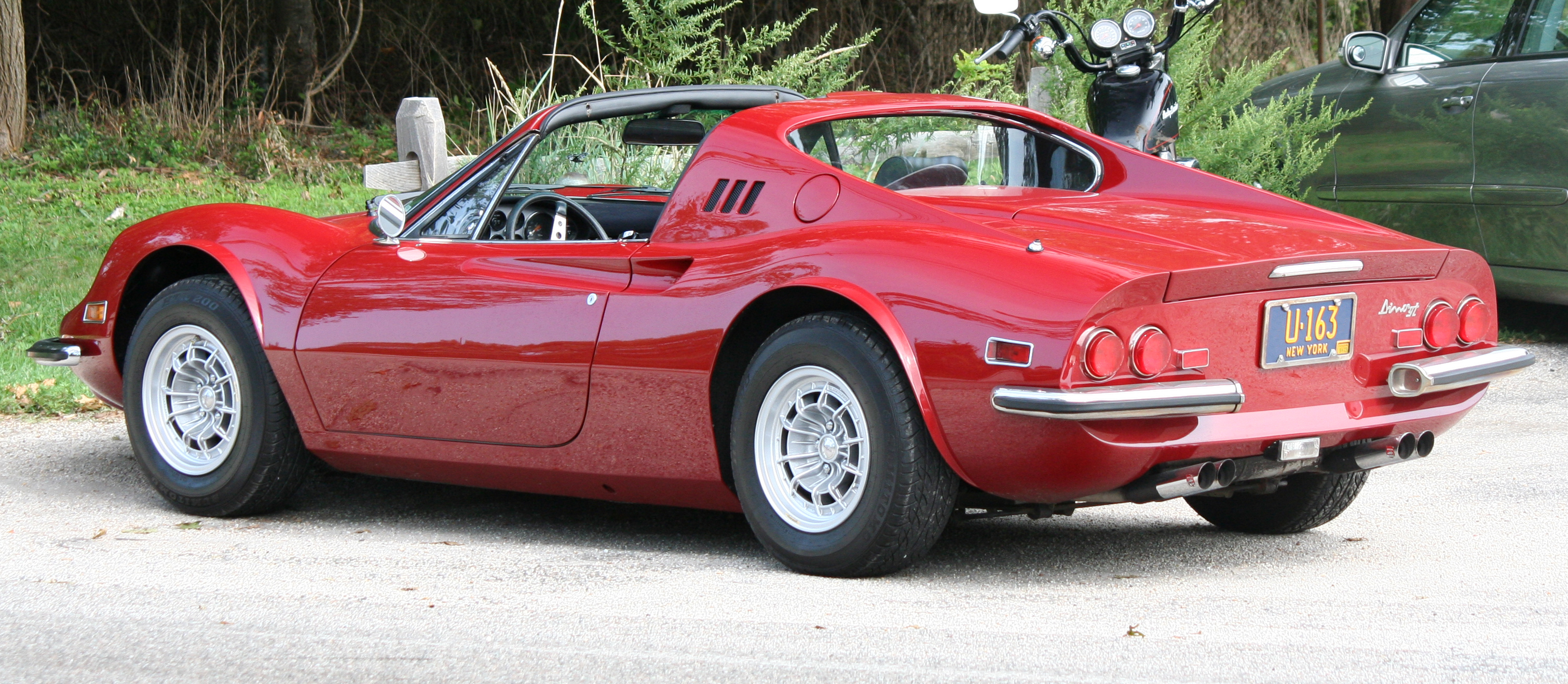
Dino 246 GT
- Dino 246 GTS
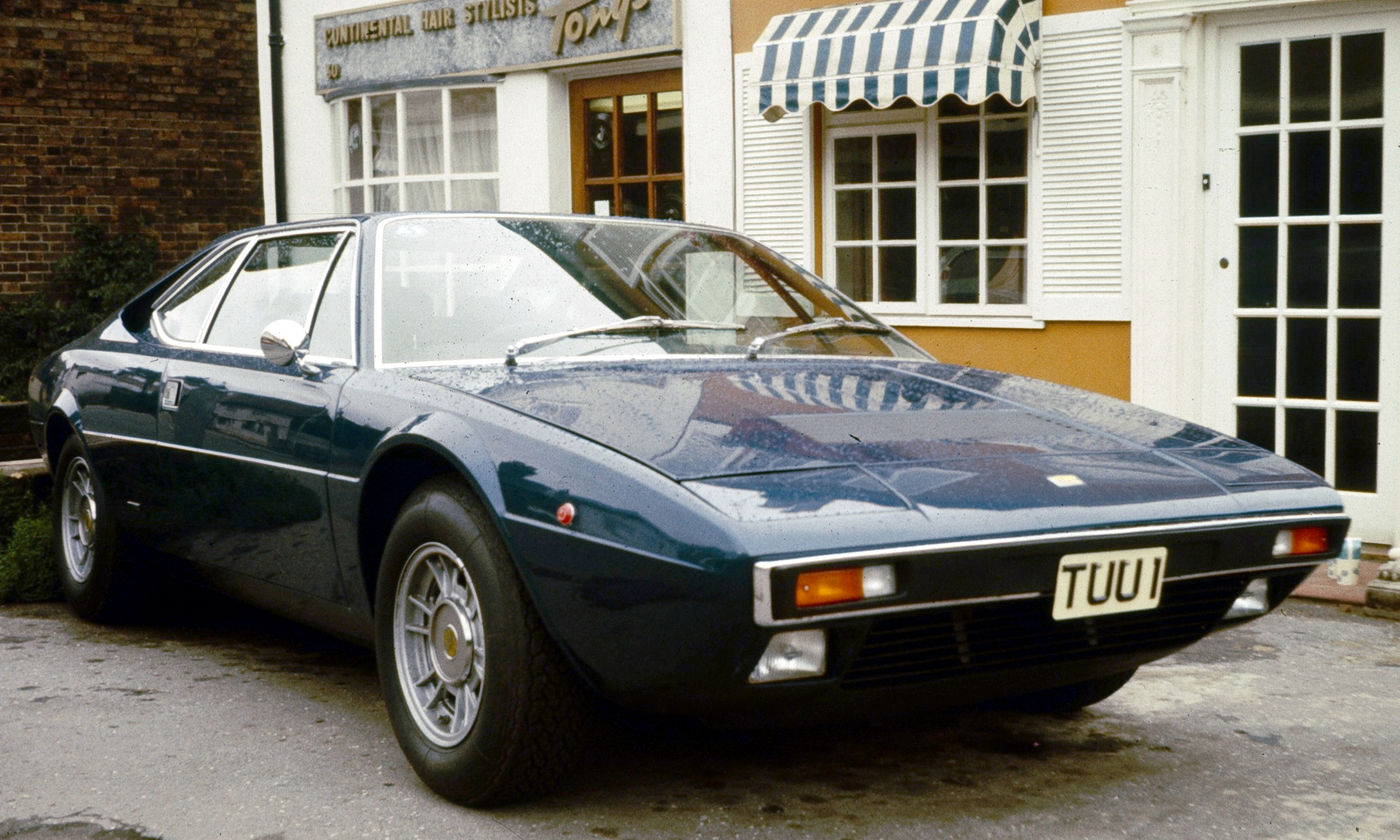
Dino 308 GT4
- Dino 208 GT4

- Dino 246 GT
- Dino 246 GTS
- Dino 308 GT4

FIAT

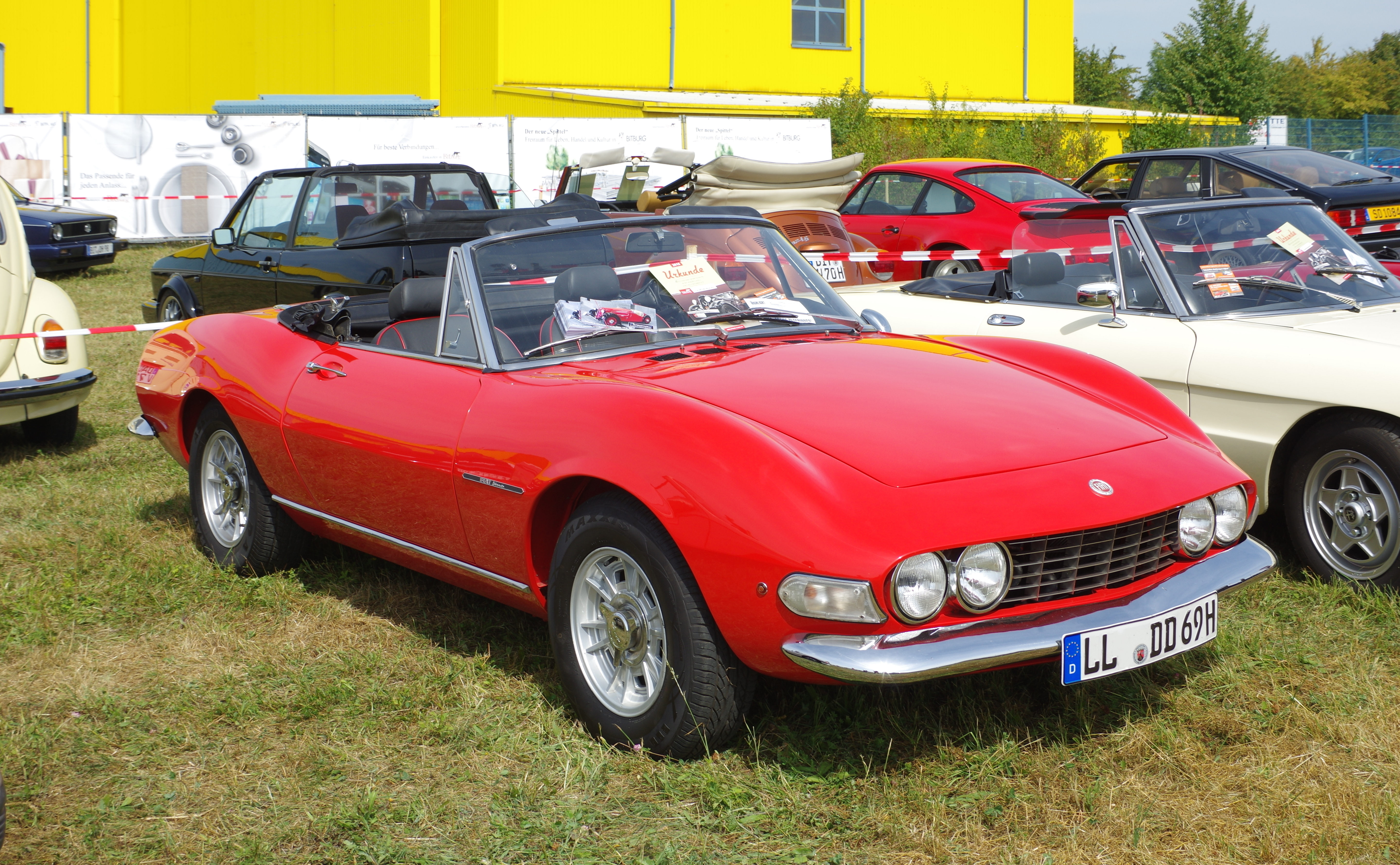
Dino 2000 Spider
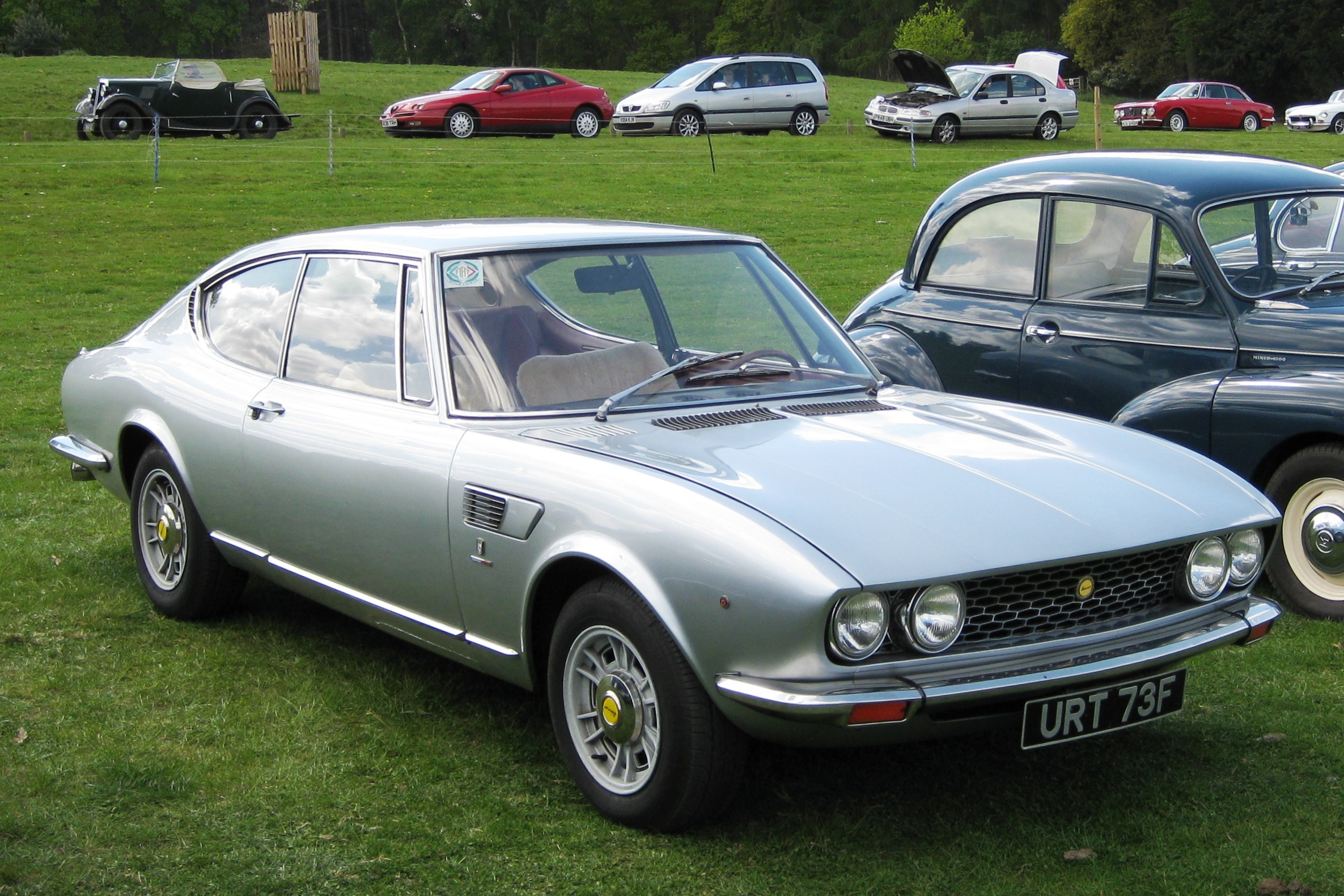
Dino 2000 Coupé
- Fiat Dino 2400 Spider
- Fiat Dino 2400 Coupé

- Dino 2000 Spider
- Dino 2000 Coupé